# Luzzu
Le luzzu est un bateau traditionnel de Malte. Il est communément répandu dans tout l'archipel maltais où il est utilisé principalement comme bateau de pêche. Ces bateaux sont peints dans les couleurs primaires, dans les tons vifs, jaune, rouge, vert et bleu, ils portent tous à la proue l’œil phénicien censé les protéger contre les aléas de la mer et favoriser la pêche. Cette paire d'yeux, simplement appelé oculus, est considérée comme une survivance phénicienne dont ces bateaux tireraient leur origine (théorie étonnante quand on sait ce bateau originaire du Gozzo italien à la fin du XIXe siècle). Pour faire historique, ces oculus sont appelés à tort œil d'Horus ou d'Osiris.
Une tendance actuelle, engagée par le tourisme, voudrait que l'on appelle luzzu tous les bateaux maltais. S'il est un terme qui pourrait recouvrir l'ensemble des bateaux maltais, ce serait historiquement celui de dgħajsa à la prononciation trop difficile pour qui ne pratique pas le maltais. Le luzzu est aussi souvent confondu avec le kajjik, beaucoup plus répandu, dont il se différencie par la forme de la poupe. Sur le luzzu l'arrière est en forme alors que le kajjik est à tableau. Les études récentes de l'historien maritime maltais Joseph Muscat ont fait la lumière sur les différents types de bateaux maltais en décrivant avec précision chacun des types.
Le luzzu est l'un des symboles de Malte et se retrouve sur le revers de l'ancienne série (1979-89) de pièces en lires maltaises.

## Historique
La luzzu daterait du début du XIXe siècle et portait à cette époque le nom de ozzo mais aucune archive connue ne permet d'avoir des informations précises sur ce nom. Il est possible qu'il dérive d'un bateau italien, sicilien ou napolitain, de la famille des pointus, connu sous le nom de gozzo. Les formes du luzzu peuvent en effet se retrouver dans celles du gozzo avec les modifications dues aux habitudes locales de fabrication. Au fil du temps, le nom ozzo est confondu avec celui de barchetta ou de piccola barca detta volgarmante ozzo, puis se transforme en uzzo et le nom de tal-luzzo apparait pour la première fois dans la langue maltaise en 1905 pour devenir luzzu à partir de 1965, sans qu'il soit possible, là aussi, d'expliquer l'origine étymologique autrement que par une dérive linguistique.
Si certains luzzijiet (pluriel de luzzu) ont navigué à la voile latine à l'image de la dghajsa ta' Ghawdex mais dans un format plus petit, le luzzu est d'abord et avant tout un bateau manœuvré à la rame. Le premier luzzu à moteur inboard a été enregistré le 20 mai 1930, même si pendant la décennie précédente plusieurs essais de motorisation ont été effectués. La modification principale que la motorisation a apporté au luzzu, hormis le passage de la ligne d'arbre moteur et la boîte d'hélice, est la forme de la coque qui est passée, dans sa partie centrale, d'une forme en U, adaptée à la stabilité pour la pêche, à une forme plus en V, adaptée à la pénétration dans l'eau pour une meilleure vitesse.
Le dernier luzzu en bois aurait été construit à Gozo en 1981. Aujourd'hui pour des raisons économiques (coûts de fabrication et d'entretien) les luzzijiet sont construits en matériaux composites, la fibre de verre et le stratifié polyester, tout en gardant ses formes et ses couleurs traditionnelles. Par contre, sa silhouette a été profondément modifiée avec l'apparition d'un poste cabine (kabuż) sur un pontage intégral ou quasi intégral à faible tonture et à faible bouge.

## Forme et construction
Le luzzu fait partie de la grande famille des pointus méditerranéens. D'abord une proue surmontée du symbole commun aux ports de la Méditerranée occidentale : le capian (zokk en maltais), ce prolongement typique plus ou moins développé de l'étrave (rota), dans lequel certains voient un symbole phallique allégorique de la force masculine. L'étrave et l'étambot sont verticaux. Sur l'étambot est fixé le gouvernail axial (pala) par l'intermédiaire de ferrures (gog) surmonté de la barre de gouvernail (laċċ). Une coque à la proue (pruwa) et la poupe (poppa) en pointe avec un bastingage fortement relevé à la proue, la moustache (mustaċċ) et l'œil (oculus) caractéristiques typiques des bateaux maltais, et peu relevé à la poupe. Le fond est relativement droit et traditionnellement plat avec une quille (prim) horizontale. C'est un bateau ouvert avec un pontage avant (tamburett tal-pruwa ou zannur) et un pontage arrière (tamburett tal-poppa ou kutina) reliés de chaque bord par un passavant (kurtun) bordé à l'intérieur d'un hiloire (pastiera) et côté bordé de la traditionnelle tappiera (bordé rarement peint à l'extérieur, au bois brut, comportant toujours une ornat - décoration - souvent sculptée). Cette tappiera est surmontée de la tout aussi traditionnelle falka (fargue amovible pour la pêche) qui commence un peu en arrière du capian par une stamnara (allonge d'amarrage) de chaque bord. Entre ces fargues, les tolets (skalm), encadrés par la makrunetta (allonge de proue) et la battusa (allonge de poupe), permettent de mettre en place des rames (mqadef) pour nager à l'aviron,.
Sur les coques en composite, la proue est généralement protégée des chocs par une bande de cuivre (kurigga), la quille est doublée d'une fausse quille d'usure en bois ou cuivre (firjola) et deux renforts de coques en bois (massara) pour faciliter l'échouage. Maintenant que les luzzijiet marchent au moteur et qu'ils sont équipés d'aide hydraulique au relevage des filets, les fargues sont devenues fixes (falkamorta).

### Dimensions
À l'origine, avant 1930, les pêcheurs maltais étant plutôt pauvres, les luzzijiet étaient de dimensions restreintes entre 9 et 14 pieds (3 à 4,5 mètres) de long et entre 1 et 1,5 mètre au maître-bau.
Depuis la motorisation, les luzzijiet font entre 17 et 25 pieds (5 à 7,5 mètres) et entre 2 et 3 mètres au maître-bau. Au port de Marsaxlokk existait encore, dans les années 2010, un luzzu en bois de 40 pieds (12 mètres).
En 1960, un luzzu de 22 pieds (6,5 mètres) construit en six semaines à Kalkara coutait £ 350 de l'époque, en 1930 un luzzu de 26 pieds (8 mètres) coutait environ £ 110 de l'époque.

### Décoration
Les règles de décoration des luzzijiet sont les mêmes que celles des autres bateaux maltais. Les couleurs de base sont toujours le vert, le bleu, le rouge et le jaune dans des combinaisons différentes suivant les goûts des propriétaires mais avec certaines constantes. Pour la coque, les œuvres vives sont de la couleur de l’antifouling et les œuvres mortes généralement en bleu. La tappiera est rarement peinte à l'extérieur, en bois brut, elle comporte toujours une ornat - décoration - souvent sculptée et soulignée en blanc. Au-dessus de la tappiera, la falka reprend souvent la couleur bleue de la coque avec la stamnara, les skalmi et les ċinet (filets) de couleurs faisant contraste souvent jaunes, rouges, verts et quelquefois blancs.
Avant que les bateaux portent un numéro d'immatriculation la couleur de la mustaċċ (moustache) variait suivant les ports d'attache, jaune à Marsaxlokk, noir à Gozo, blanc à La Valette et rouge à St Paul Bay, aujourd'hui la moustache est généralement jaune. De chaque bord, sur la moustache se trouve l’oculus (œil) sculpté et peint de façon plus ou moins réaliste.
L'intérieur de la coque et le pont sont généralement peints en vert, l'intérieur de la falca en jaune et les fonds d'un rouge rappelant la couleur de l’antifouling avec un plancher (paljol) en vert.

## Utilisations
La première utilisation du luzzu est pour la pêche côtière, le moteur permettant d'aller plus loin de la côte en remplaçant petit à petit le kadjjik. Il est aussi utilisé comme bateau de charge entre les ports de l'archipel maltais.
La marine anglaise a utilisé le luzzu comme bateau d'avitaillement de ses navires de guerre ou de commerce. Il a aussi été utilisé, alors manié à la rame, comme bateau pilote. Pendant la Seconde Guerre mondiale un luzzu était affecté aux sauvetages dans Grand Harbour. La Motor Tug Boat Company et la Steam Water Tanks Company, deux sociétés de services maritimes, utilisaient les services de luzzijiet.
D'anciens maltais ont le souvenir d'un prêtre de Gozo qui faisait le passage avec un luzzu nageant à la rame entre Gozo et Malte (2,7 milles marins ou 5 kilomètres) quand le mauvais temps laissait les traversiers aux ports. Les Maltais, fervents catholiques, devaient considérer que c'était la puissance divine qui ramait et que la protection de tous les saints était à bord puisqu'ils n'hésitaient pas à utiliser les services de ce prêtre. Le 30 octobre 1948, dans des conditions similaires, mais sans prête à la nage, 23 personnes périrons noyées sur 27 passagers
Aux XXe et XXIe siècles, en plus de la pêche et du transport de charge, des luzzijiet sont autorisés pour le transport des touristes pour la visite des ports, des falaises ou de la grotte bleue.

## Manœuvre
Le luzzu est principalement un bateau de pêche, traditionnellement nagé à la rame, rarement armé à la voile, aujourd'hui manœuvré au moteur inboard.
Quand il est nagé, les rameurs pouvait être jusqu'à cinq, souvent un ou deux. Le nageur de pointe était toujours de dos, sauf quand il était seul à bord. Les autres nageurs étaient toujours debout de face poussant l'aviron suivant la nage traditionnelle maltaise, ils étaient décalés d'un bord sur l'autre.
Si le Luzzu est armé à la voile, luzzu bil-qlugħ, à la différence de la firilla armée d'une voile latine, le luzzu tat-tarkija est armé  à livarde souvent avec les espars qui servent à constituer la kabuż, l'abri servant à protéger l'intérieur du luzzu et ses occupants des intempéries.
En action de pêche, pour la mise à l'eau de la ligne de pêche, du filet ou des casiers et pour le remontage à bord de ces engins de pêche, les falki et les battusi amovibles étaient retirées d'un bord pour faciliter les manœuvres de pêche.

## Le luzzu au cinéma
Pour la première fois de son histoire cinématographique Malte présente à la sélection à l'Oscar 2015 du meilleur film en langue étrangère, un film de Rebecca Cremona, co-écrit avec David Grech, Simshar, avec Lotfi Abdelli, Jimi Busuttil, Sékouba Doucouré, sorti à Malte le 27 avril 2014. Tiré d'une histoire véridique, le film parle d'un drame maritime lors d'une sortie de pêche en mer à bord d'un luzzu, d'un patron pêcheur aidé de son père, son fils et de deux marins dont un émigré, seul le patron pêcheur sera sauvé. Le scenario se croise avec le problème des bateaux d'émigrants.